# Sebagena rectilinea
Sebagena rectilinea är en fjärilsart som beskrevs av Paul Dognin 1910. Sebagena rectilinea ingår i släktet Sebagena och familjen trågspinnare. Inga underarter finns listade.